# Hudební mládež

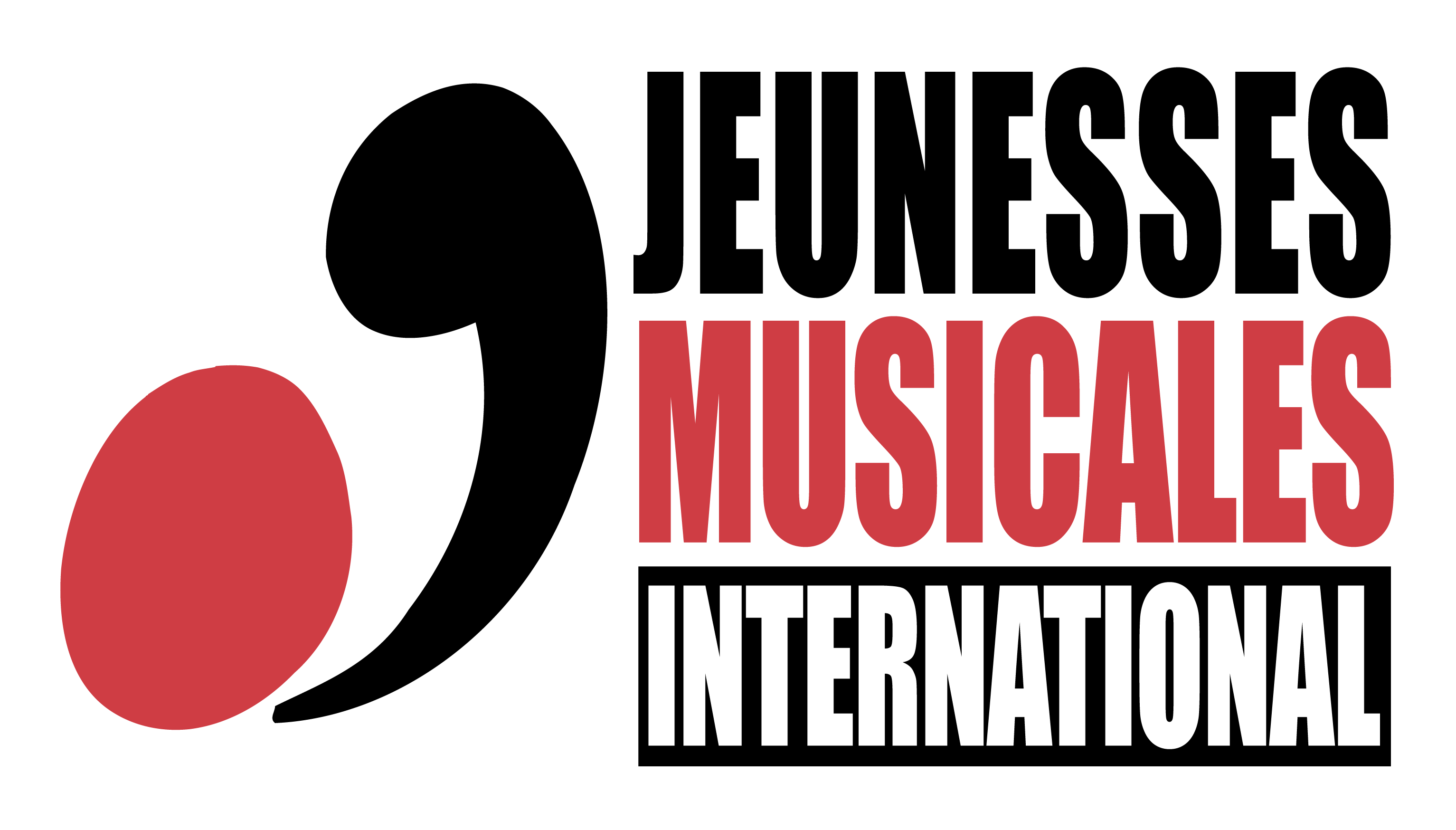
Logo Jeunesses Musicales International

Hudební mládež ČR je nestátní nezisková organizace. Je partnerem 51 organizací Hudební mládeže sdružených v Jeunesses Musicales International se sídlem v Bruselu.
Sdružuje mladé lidi do 29 let, kteří se zajímají o kvalitní kulturu a umění (hudbu, divadlo, tanec, film, výtvarné umění). Dává možnost setkávat se s přáteli podobných zájmů z celé ČR na festivalech, seminářích, koncertech, divadelních představeních. Pořádá víkendové kulturní akce a její průkaz zajišťuje slevy vstupného i na akce jiných subjektů v ČR.

## Historie Hudební mládeže ČR
- 1940 - Založení Jeunesses Musicales v Belgii Marcelem Cuvelierem
- 1945 - Vytvoření mezinárodní federace Jeunesses Musicales International (Belgie a Francie)
- 1948 - Václav Talich a Ivan Medek organizovali cyklus koncertů pro Hudební mládež, pod politickým nátlakem oficiální zákaz činnosti
- 1971 - Povolení činnosti, zřízení sekretariátu Hudební mládeže, vedení se ujal hudební skladatel František Kovaříček, započata organizace festivalů a letních táborů, činnost klubů HM
- 1999 - Utvoření animátorsko - lektorského týmu, který po několikaletém útlumu činnosti HM převzal organizaci akcí a znovuobnovil klubovou činnost.
- 2003 - Obnovení spolupráce s Jeunesses Musicales International
- 2006 - Hudební mládež ČR zakládá spolu s Konzervatoří Jaroslava Ježka v Praze Společnost přátel Jaroslava Ježka

## Akce Hudební mládeže ČR
- Festivaly
  - Mladá Smetanova Litomyšl (září)
  - Dny Hudební mládeže (listopad)
  - Duhová bouře - festival HM v Liberci (květen/červen)
  - Podzimní tvůrčí seminář
- Letní akce
  - Letní ateliér Hudební mládeže (červenec)
  - Letní tábor Hudební mládeže (srpen)
- Divadlo
  - Prkna - festival hudebního divadla (duben)
- Film
  - Zimní filmová škola HM ČR (únor)
- Semináře
  - Tanec
  - Text
  - Fotografie

## Kluby a Klubíky Hudební mládeže ČR
Kluby a Klubíky Hudební mládeže sdružují členy Hudební mládeže v jednotlivých městech a regionech. Jejich činností je společná návštěva kulturních akcí, návštěva akcí HM a také pořádání vlastních akcí. Jejich činnostmi mohou být například společné návštěvy celostátních akcí HM, společné návštěvy místních kulturních akcí, společné muzicírování, zpívání, pořádání seminářů, besed, koncertů atd.

## Virtuální galerie Face2Art
Face2Art je virtuální galerie pro mladé tvůrce ve věku od 14 do 23 let. Soutěžní projekt Hudební mládeže ČR dává příležitost začínajícím tvůrcům ukázat své práce před publikem a získat nové umělecké zkušenosti. Patrony sedmi uměleckých kategorií jsou významné osobnosti české kulturní scény. Při spolupráci na projektu dostanou mladí umělci možnost zúčastnit se doprovodných workshopů a seminářů, setkat se s vrstevníky podobných zájmů i s patrony jednotlivých kategorií.

## Společnost přátel Jaroslava Ježka
Společnost přátel Jaroslava Ježka byla založena 25. 9. 2006, aby pomáhala šířit odkaz tohoto českého skladatele a umožňovala odborné i lajcké veřejnosti získávat úplné a kompetentní informace o životě a díle Jaroslava Ježka.Společnost zakládaly významné osobnosti českého kulturního života z popudu Hudební mládeže ČR a konzervatoře Jaroslava Ježka v Praze.